# Die unwürdige Greisin
Die unwürdige Greisin ist eine Erzählung des deutschen Dichters und Dramatikers Bertolt Brecht. Sie entstand Ende 1939 im Exil. Er nahm die Kurzgeschichte 1949 in seine Kalendergeschichten auf.

## Entstehung
Die unwürdige Greisin wurde erstmals 1949 im Rahmen der Kalendergeschichten publiziert, zehn Jahre nachdem sie im Exil verfasst wurde. Es wird vermutet, dass diese Kalendergeschichte anlässlich des 100. Geburtstags von Brechts Großmutter, Karoline Brecht, geb. Wurzler, entstand. Das heißt, sie hat höchstwahrscheinlich einen autobiografischen Hintergrund. Laut neuen Forschungen hat die Handlung jedoch keine genaue Übereinstimmungen mit dem Leben von Karoline. Sie lebte von 1839 bis 1919. Brecht beeindruckte, wie viel sie arbeitete, und er widmete ihr 1919 anlässlich ihres 80. Geburtstags ein Gedicht.

## Inhalt
In der Erzählung geht es um zwei Lebensabschnitte einer nun greisen Frau. Erzähler ist deren Enkel, der die ganze Situation durch den Briefwechsel zwischen seinem Vater und seinem Onkel mitbekommt. Die Rolle der Greisin ist bis zu ihrem 72. Lebensjahr auf die als Mutter ihrer fünf Kinder und als Hausfrau festgelegt. Mit dem Tod ihres Mannes ändert sie ihr Leben schlagartig. Sie beginnt, die letzten Jahre ihres Lebens zu genießen, indem sie Kinos und Gasthöfe besucht und neue Freundschaften schließt. Dass sie ein selbstbestimmtes Leben führt und sich kaum noch an Konventionen orientiert, empört besonders ihren jüngsten Sohn, einen Buchdrucker, dessen Familie sehr bescheiden leben muss. Er erwartet, dass sich seine Mutter auch für ihre Enkel aufopfert. Dies führt zu Unstimmigkeiten mit seinem Bruder, dem Vater des Enkels. Der nimmt die Lebenssituation seiner Mutter mit Humor, bezeichnet sie als „ganz munter“.
„Genau betrachtet lebte sie hintereinander zwei Leben. Das eine, erste, als Tochter, als Frau und als Mutter, und das zweite einfach als Frau B. […] Das erste Leben dauerte etwa sechs Jahrzehnte, das zweite nicht mehr als zwei Jahre.“
Schließlich stirbt die Greisin im Alter von 74 Jahren. Der Enkel beendet die Geschichte mit einem zusammenfassenden Satz über das Leben seiner Großmutter: 
„Sie hatte die langen Jahre der Knechtschaft und die kurzen Jahre der Freiheit ausgekostet und das Brot des Lebens aufgezehrt bis auf den letzten Brosamen.“

## Form
Was diese Kalendergeschichte von den  meisten anderen unterscheidet, ist die Form. Die Handlung besitzt keinen Spannungsaufbau und keinen Höhepunkt, da die Geschichte lediglich eine Schilderung des Enkels ist. Das macht die verschiedenen Szenen austauschbar. Ein weiterer Kontrast zu anderen Kalendergeschichten bildet das Fehlen eines auktorialen Erzählers. Der Erzähler in Die unwürdige Greisin ist der Enkel, der fiktiv, also erfunden ist. Er erzählt aus den Berichten seines Vaters und aus Briefen seines Onkels, ist in den Erzählungen also nicht eingebunden. Er erzählt grundsätzlich neutral, obwohl es Textstellen gibt, die auf eine positive wie auch eine negative Sichtweise hindeuten.

## Deutung
Die Erzählung kritisiert die Geschlechterrollen und insbesondere die Rollenzuweisung an Mütter und Großmütter, von denen Verzicht, Unterordnung und Aufopferung erwartet wird. Selbstbestimmung bei Frauen, insbesondere bei älteren Frauen, wird von der „gutbürgerlichen Gesellschaft“ voller Misstrauen betrachtet und letztendlich als unwürdig angesehen.
Im Verlauf der Geschichte ändert der Enkel sich und seine Grundeinstellung, sodass er am Schluss gleich modern wie seine Großmutter denkt. Die positive Sichtweise des Erzählers gegen Schluss der Geschichte stimmt nicht mehr mit dem Titel „unwürdig“ überein. Auch der Buchdrucker, der jüngste Sohn der Greisin, ändert seine Einstellung. Im Vergleich zum Enkel verläuft seine Entwicklung im Verlauf der Geschichte in die entgegengesetzte Richtung. Der Enkel denkt immer positiver über die Greisin, während der Buchdrucker sich in die Situation hineinsteigert.
Auch diese Geschichte zeigt Brechts emanzipierte Denkweise und Einstellung. Er zeigt in Die unwürdige Greisin, dass er die Rolle der Frauen in der damaligen Gesellschaft als ungerecht empfand.

## Wirkung/Rezeption
Die unwürdige Greisin ist eine der bekannteren der Kalendergeschichten. Richtig erfolgreich wurde sie in den 1970er-Jahren, da in dieser Zeit die Frauenbewegung einen neuen Aufschwung erlebte. Aus diesem Grund wurde sie in dieser Zeit sehr gerne gelesen. In den 1950er-Jahren wollte die Gesellschaft von solchen emanzipierten Frauen jedoch noch nichts wissen, deshalb wurde die Erzählung erst später bekannt. 
Heute wird sie in den meisten Zusammenfassungen der Kalendergeschichten und von Bertolt Brechts Werk erwähnt und gerne als Schullektüre verwendet. Dies hat wahrscheinlich den Grund, dass sie einfach zu lesen ist und keine großen Verstehensprobleme aufkommen.
Die unwürdige Greisin ist darüber hinaus eine der wenigen Kalendergeschichten, die verfilmt wurden.

## Verfilmungen
- 1964 wurde der Stoff durch den französischen Regisseur René Allio unter dem Titel Die unwürdige Greisin (Originaltitel: La vieille dame indigne) mit Sylvie als Madame Bertini und Victor Lanoux als Pierre in den Hauptrollen verfilmt.
- 1985 entstand ein gleichnamiger Fernsehfilm des DDR-Fernsehens[4], Regie: Karin Hercher, mit Hanne Hiob und Ekkehard Schall.